# 蒙特韦尔德
蒙特韦尔德（義大利語：Monteverde），是意大利阿韦利诺省的一个市镇。总面积39平方公里，人口867人，人口密度22.2人/平方公里（2009年）。ISTAT代码为064060。